# Eric De Vlaeminck
Pour les articles homonymes, voir Vlaeminck.
Eric De Vlaeminck est un coureur cycliste belge, né le 23 mars 1945 à Eeklo et mort le 4 décembre 2015 à Wilskerke. Il est de deux ans l'aîné de Roger De Vlaeminck. Professionnel de 1966 à 1980, il est le recordman des victoires au championnat du monde de cyclo-cross élites avec sept succès, dont six consécutifs. Sur route, il a également remporté une étape du Tour de France 1968. Le Grand Prix Eric De Vlaeminck, un cyclo-cross, est organisé depuis 2000 en son honneur.

## Biographie
Spécialiste du cyclo-cross, Eric De Vlaeminck est champion du monde de la discipline à sept reprises (en 1966, 1968, 1969, 1970, 1971, 1972 et 1973), il s'agit là d'un record qu'il partage avec Mathieu van der Poel, titré en 2025 . Il obtient son premier titre à 20 ans à peine - le premier pour un coureur belge - et devient rapidement un ambassadeur de la discipline en Belgique, qu'il contribue à populariser. En 1967, il perd le titre en raison d'un problème mécanique pendant la course. Il est également quadruple champion de Belgique de cyclo-cross en 1967, 1969, 1971 et 1972.
Il obtient également de très bons résultats sur route. En 1968, il remporte une étape du Tour de France et l'année suivante, il s'adjuge le Tour de Belgique et le Championnat des Flandres. À l'aise sur les classiques du printemps, il signe deux podiums sur la Flèche wallonne (1969 et 1970), une troisième place sur Gand-Wevelgem (1969), et un top 10 sur Liège-Bastogne-Liège (quatrième en 1970) et Paris-Roubaix (neuvième en 1970).
Eric participe à la victoire de son frère Roger sur Liège-Bastogne-Liège en 1970, où celui-ci remporte sa première grande classique. Dans le tunnel d'entrée du vélodrome de Rocourt, six coureurs se présentent en tête, avec Roger De Vlaeminck en tête devant son frère Éric. Celui-ci ferme le passage à Eddy Merckx, tandis que Roger en profite pour attaquer et obtenir un avantage suffisant de 12 secondes pour remporter la course devant Frans Verbeeck et un Eddy Merckx furieux. C'est le début de la rivalité entre Roger De Vlaeminck et Eddy Merckx.
De Vlaeminck n'a jamais manqué un contrôle antidopage dans sa carrière de course, mais il a été traité après pour dépendance à l'amphétamine. Beaucoup d'histoires circulent à propos de son comportement sauvage supposé après les courses. Il fut un temps interné dans un service psychiatrique, sans doute victime des produits dopants consommés durant sa carrière.
Après sa carrière, il devient entraineur de l'équipe nationale. Entre 1989 et 2002, sous ses ordres, les coureurs belges ont décroché vingt-neuf médailles. De Vlaeminck coache un temps le champion du monde de cyclo-cross Niels Albert, mais doit renoncer car il souffre des maladies de Parkinson et d'Alzheimer.

## Vie personnelle
De Vlaeminck est le frère aîné de Roger De Vlaeminck, l'un des meilleurs coureurs de classique de l'histoire. Son fils, Geert est mort en 1993 d'une crise cardiaque lors d'une course de cyclo-cross où son père était venu l'encourager.
De Vlaeminck qui souffrait des maladies de Parkinson et d'Alzheimer, meurt le 4 décembre 2015 à l'âge de 70 ans.

## Palmarès en cyclo-cross
| - 1965-1966 - Champion du monde de cyclo-cross - Druivencross - Jaarmarktcross Niel - Noordzeecross - 1966-1967 - Champion de Belgique de cyclo-cross - Druivencross - Jaarmarktcross Niel - 5e du championnat du monde de cyclo-cross - 1967-1968 - Champion du monde de cyclo-cross - Druivencross - Jaarmarktcross Niel - Vlaamse Witloofveldrit - 1968-1969 - Champion du monde de cyclo-cross - Champion de Belgique de cyclo-cross - Druivencross - Jaarmarktcross Niel - Vlaamse Witloofveldrit - Noordzeecross - 1969-1970 - Champion du monde de cyclo-cross - Cyclo-cross de Waasmunster (championnat provincial) - GP Eeklo | - 1970-1971 - Champion du monde de cyclo-cross - Champion de Belgique de cyclo-cross - Druivencross - Jaarmarktcross Niel - Duinencross - Noordzeecross - 1971-1972 - Champion du monde de cyclo-cross - Champion de Belgique de cyclo-cross - Druivencross - Duinencross - 1972-1973 - Champion du monde de cyclo-cross - Druivencross - Noordzeecross - 1974-1975 - Noordzeecross - 2e du championnat de Belgique de cyclo-cross - 4e du championnat du monde de cyclo-cross - 1975-1976 - Vlaamse Witloofveldrit - 1976-1977 - Druivencross - 3e du championnat du monde de cyclo-cross - 3e du championnat de Belgique de cyclo-cross |

## Palmarès sur route

### Par années
| - 1968 - Circuit du Tournaisis - Grand Prix Union Dortmund - 2e étape du Tour de France - 1969 - Circuit des Ardennes flamandes - Ichtegem - Tour de Belgique : - Classement général - 1re étape - Tour de Flandre occidentale - 1re étape du Grand Prix du Midi libre - Championnat des Flandres - 2e de la Flèche wallonne - 2e du Grand Prix de la Banque - 3e du Circuit du Pays de Waes - 3e du Circuit des onze villes - 3e de Gand-Wevelgem - 3e du Circuit de la vallée de la Senne - 3e de Renaix-Tournai-Renaix - 3e du Circuit de la vallée de la Lys | - 1970 - Tour de Flandre occidentale - Grand Prix du canton d'Argovie - Classement général de Paris-Luxembourg - 2e du Circuit des Trois Provinces (Avelgem) - 3e du Circuit des onze villes - 3e de la Flèche wallonne - 3e du Tour de Belgique - 3e du Grand Prix Flandria - 4e de Liège-Bastogne-Liège - 1971 - Prologue du Tour de Luxembourg - Grand Prix Flandria - 9e de Paris-Roubaix - 1973 - 2e du Grand Prix Marcel Kint - 1977 - 2ea étape du Tour d'Indre-et-Loire - 3e du Grand Prix E3 |

### Résultats sur les grands tours

#### Tour de France
3 participations 
- 1968 : 51e, vainqueur de la 2e étape
- 1970 : abandon (7ea étape)
- 1971 : 62e

#### Tour d'Espagne
1 participation 
- 1968 : abandon (10e étape)

## Distinction
En 2002, Eric De Vlaeminck fait partie des coureurs retenus dans le Hall of Fame de l'Union cycliste internationale.